# Djingialov hac
 (janvier 2015).
Si vous disposez d'ouvrages ou d'articles de référence ou si vous connaissez des sites web de qualité traitant du thème abordé ici, merci de compléter l'article en donnant les références utiles à sa vérifiabilité et en les liant à la section « Notes et références ».

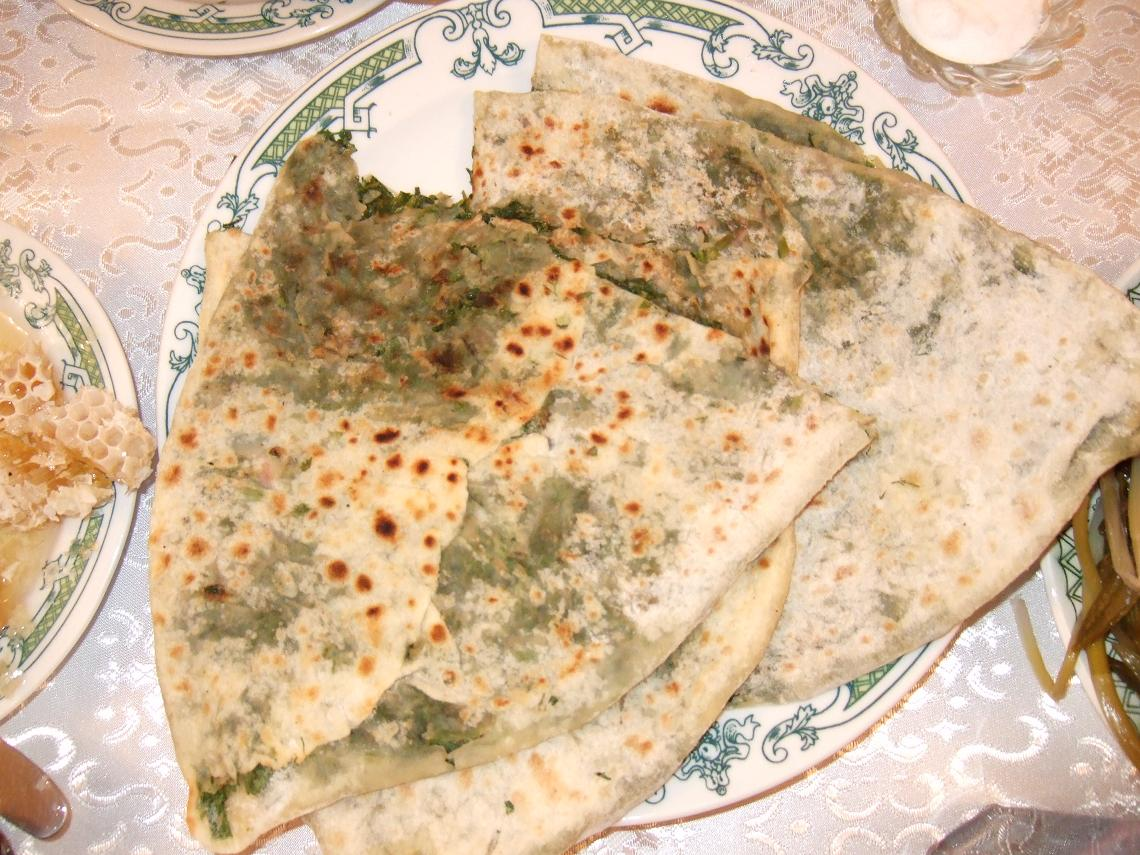
Jengyalov hats.

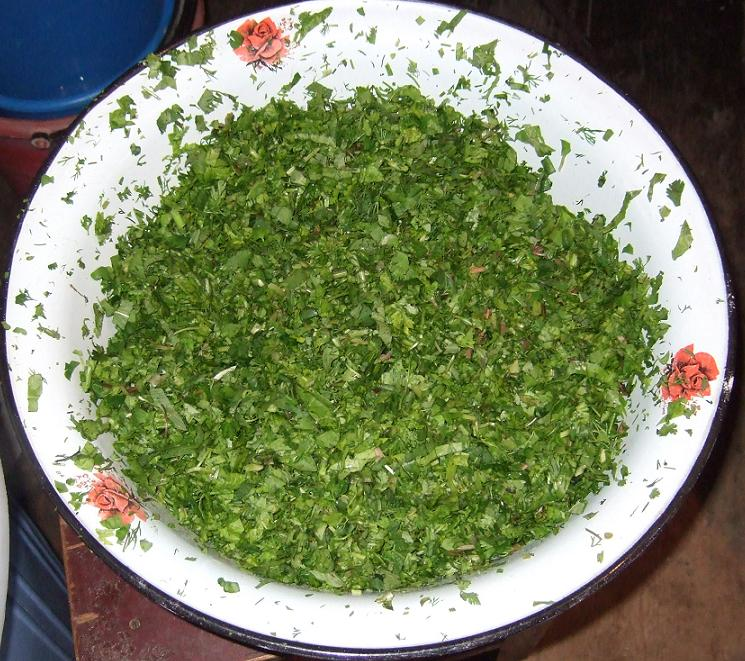
Jengyal.

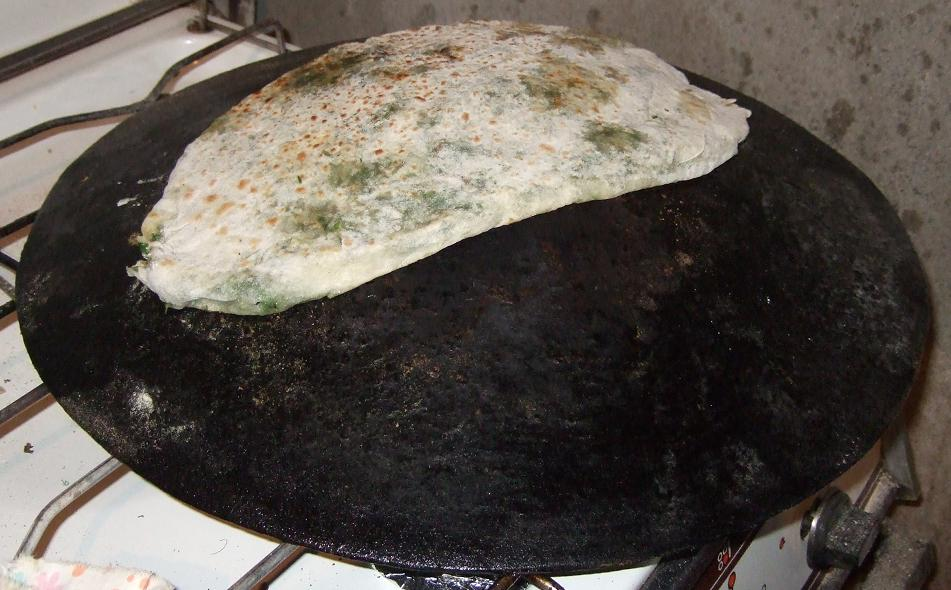
Jengyale sajin.

Le djingialov hac (en arménien : Ժենգյալով հաց) est un plat traditionnel arménien.

## Étymologie
Son nom signifie « pain à base de jengial » qui est un mélange d'herbes sauvages.

## Historique
Le jengialov hac est un plat traditionnel de la région du Karabagh mais qui est aussi très populaire dans la région de Kapan et Goris.

## Description
Le plat est composé d'une vingtaine de plantes coupées en très petits morceaux. Elles sont différentes selon le lieu de préparation ou selon les goûts (oignons verts, ail vert, coriandre, cerastium, rumex, capsella, ortie…). Elles sont mélangées avec du sel, de l'huile et du poivre puis fourrées dans le pain traditionnel arménien: le lavash.
Le tout est ensuite cuit sur une poêle appelée saj. La galette est posée sur la partie ovale qui est chauffée par le feu. 
On sert ce mets avec du vin ou de la bière.